# ラファエル・アラウージョ (バスケットボール)
ラファエル・アラウージョ（Rafael Araújo）ことラファエル・パウロ・デ・ララ・アラウージョ（Rafael Paulo de Lara Araújo, 1980年8月12日 - ）はブラジルのプロバスケットボール選手である。ブラジル男子プロバスケットボールリーグ1部NBBのフラメンゴ所属。パラナ州クリチバ出身。ポジションはセンター。身長211cm、体重125kg。

## 経歴
サンパウロの高校に通った後、アメリカに渡りアリゾナウエスタン大学へ進学した。2年目に平均17.9得点、10.7リバウンドと活躍した後、ブリガムヤング大学へ転校。ここでも2年目となる4年生の時に数字を伸ばし、平均18.4得点、10.1リバウンドを記録し、NBAのスカウトから注目されるようになった。
2004年のNBAドラフトでトロント・ラプターズから全体8位指名を受けNBA入り。ラプターズには2年間在籍し、先発で起用される機会が多かったが、好成績を残すことは少なかった。
2006年6月に、クリス・ハンフリーズらとの交換でユタ・ジャズに移籍した。ジャズではセンターの控えとして出場。シーズン終了後にフリーエージェントになり、ロシア・バスケットボール・スーパーリーグのスパルタク・サンクトペテルブルクと契約した。

## 国際試合
2002年に開催された世界選手権ではブラジルチームの一員として出場した。